# 大渡石龙子
大渡石龙子（学名：Plestiodon tunganus）为石龙子科石龙子属的爬行动物。在中国大陆，分布于四川等地，主要栖息于公路旁岩壁或石块上以及或玉米地边田坎上。其生存的海拔范围为1250至1450米。该物种的模式产地在四川泸定桥。

## 保护
本种于2023年被收录入《有重要生态、科学、社会价值的陆生野生动物名录》。